# 弗里伯恩鎮區 (密蘇里州鄧克林縣)
弗里伯恩鎮區（英語：Freeborn Township）是位於美國密蘇里州鄧克林縣的一個行政鎮區。

## 地方資料
弗里伯恩鎮區的面積為74.80平方千米，當中陸地面積為74.78平方千米，而水域面積為0.02平方千米。根據2020年美國人口普查的數據，當地共有人口1458人，而人口密度為每平方千米19.49人。